# Igor Boraska
Igor Boraska (født 26. september 1970 i Split) er en kroatisk tidligere roer og bobslædefører.

## Idrætskarriere
Boraskas første store succes kom, da han i 1994 vandt VM-guld til Kroatien i toer med styrmand. Ved OL 1996 i Atlanta var han med i den kroatiske firer med styrmand, som blev nummer syv. Han var også med i denne båd, da kroaterne i 1998 vandt VM-sølv. Ved OL 2000 i Sydney var han med i den kroatiske otter, hvor de øvrige besætningsmedlemmer var Krešimir Čuljak, Nikša Skelin, Siniša Skelin, Branimir Vujević, Tomislav Smoljanović, Tihomir Franković, Igor Francetić og styrmand Silvijo Petriško.Kroaterne vandt deres indledende heat og var dermed klar til finalen. Her var det de britiske verdensmestre fra 1999, der vandt guld foran Australien, mens kroaterne blev nummer tre og fik bronze. Ved afslutningsceremonien var det Boraska, der var Kroatiens flagbærer. Sammen med størstedelen af bronzevinderne var Boraska også med i båden til VM året efter, hvor det blev til en sølvmedalje.
Ved vinter-OL 2002 i Salt Lake City stillede Boraska op i bobslæde på Kroatiens firemandshold, og han blev dermed den første kroat til at deltage i både vinter- og sommer-OL. Boraska var reserve, men medvirkede i ét af holdets kørsler; de endte på en samlet 26. plads.
Ved OL 2004 i Athen var han tilbage i roning i fireren uden styrmand, som denne gang blev nummer tolv.

## OL-medaljer
- 2000:  Bronze i otter